# Toleransparadoxen
Toleransparadoxen betecknar en socialfilosofisk paradox som innebär att tolerera intolerans leder till intolerans, det vill säga motsatt effekt än avsedd. 
Paradoxen beskrevs för första gången år 1945 av filosofen Karl Popper i boken Det öppna samhället och dess fiender. För att upprätthålla ett tolerant samhälle, menar Popper, måste samhället värna om rätten att vara intolerant mot intolerans.

## Diskussion
| ”                                                          | Om vi på ett obegränsat sätt tolererar intoleranta människor, om vi inte är beredda att försvara ett tolerant samhälle mot de intolerantas angrepp, då kommer de toleranta att gå under, och toleransen med dem. Ett demokratiskt och öppet samhälle är således alltid utsatt för förfall "inifrån", från människor som drar nytta av de friheter ett tolerant samhälle erbjuder i akt och mening att bekämpa just dessa friheter (t.ex. yttrandefrihet). | „ |
| – Karl Popper, Det öppna samhället och dess fiender (1945) | |   |

Poppers slutsats utifrån detta är att det därför är berättigat att inte acceptera denna intolerans:
| ”                                                          | Vi måste därför, i toleransens namn, hävda rätten att inte tolerera de intoleranta.” | „ |
| – Karl Popper, Det öppna samhället och dess fiender (1945) |                                                                                      |   |

Filosofen John Rawls kommer till en liknande slutsats. Å ena sidan menar han i sin En teori om rättvisa (A Theory of Justice) (1971) att ett rättvist samhälle är tvunget att tolerera det intoleranta då det annars självt skulle vara intolerant och därmed orättvist. Å andra sidan hävdar även han att samhället har en rimlig rätt till självbevarelse som ersätter toleransprincipen. (Rawls åsyftar här med begreppet ”intolerant sekt” politiska grupperingar med uppsåt att motarbeta de författningsenliga friheterna).
| ”                                         | Även om en intolerant sekt inte själv har rätt att klaga på intolerans bör dess frihet begränsas endast när de toleranta uppriktigt och med fog tror att deras egen säkerhet, liksom den för samhällets frihetsbevarande institutioner, är hotad. | „ |
| – John Rawls, En teori om rättvisa (1971) | |   |

I On Toleration (1997) frågade sig den politiske filosofen Michael Walzer "Ska vi tolerera det intoleranta?" Han påpekar att många religiösa minoritetsgrupper som åtnjuter toleransens alla fördelar, själva är intoleranta – åtminstone i vissa avseenden. I en tolerant regim kan sådana människor lära sig att tolerera, eller åtminstone bete sig "som om de hade denna dygd".